# Maurice Delorme (évêque)
Pour les articles homonymes, voir Maurice Delorme.
Maurice Delorme, né le 20 novembre 1919 dans le 5e arrondissement de Lyon et mort dans le même arrondissement le 27 décembre 2012, est un évêque catholique français, membre de l'institut du Prado et évêque auxiliaire de Lyon de 1975 à 1994.

## Repères biographiques
Maurice Delorme a été ordonné prêtre le 11 octobre 1942. Il est membre de l'institut du Prado qui regroupe des prêtres particulièrement attentifs aux personnes les plus démunies et  il en fut membre du Conseil de 1954 à 1964. Vicaire général du diocèse de Lyon à partir de 1969 il fut nommé archidiacre de Lyon et de son agglomération en 1970.
Ancien aumônier de la paroisse universitaire et ancien aumônier diocésain et délégué à la Mission Ouvrière. Il est nommé, en 1987, directeur général des Œuvres pontificales missionnaires.
Nommé évêque auxiliaire de Lyon avec le titre d'évêque titulaire (ou in partibus) d’Ottocium le 2 octobre 1975, il est consacré le 16 novembre suivant par le cardinal Alexandre Renard, archevêque de Lyon.
Évêque auxiliaire  émérite de Lyon, Maurice Delorme s’était retiré en raison de son âge le 3 décembre 1994.